# Phthonandria
Phthonandria  es un género de polilla de la familia Geometridae. Fue descrita por primera vez por William Warren en 1894 y se puede encontrar distribuido en el Paleártico. Tiene gran parecido con Hemerophila, del que se distingue por la morfología de sus antenas.

## Especies
Hay ocho especies en la región del Valle Oriental del Ártico. En Europa, hay una especie que solo se encuentra en los montes Urales meridionales. La combinación de varios taxones en Phthonandria es putativa, incluyendo una especie en África que requiere un reexamen taxonómico. Una especie, Synopsia strictaria, se transfiere de Megalycinia a Phthonandria.
- Phthonandria atrilineata (Butler, 1881) (India, Japan)
- Phthonandria brandti (Wehrli, 1941)
- Phthonandria conjunctiva Warren, 1896 (India)
- Phthonandria cuneilinearia Wileman, 1911
- Phthonandria emaria (Bremer, 1864)
- Phthonandria emarioides Wehrli, 1941
- Phthonandria lederi (Christoph, 1887)
- Phthonandria mollis de Joannis, 1929
- Phthonandria pinguis (Warren, 1904)
- Phthonandria potopolskii (Viidalepp, 1988)